# برج روشنایی

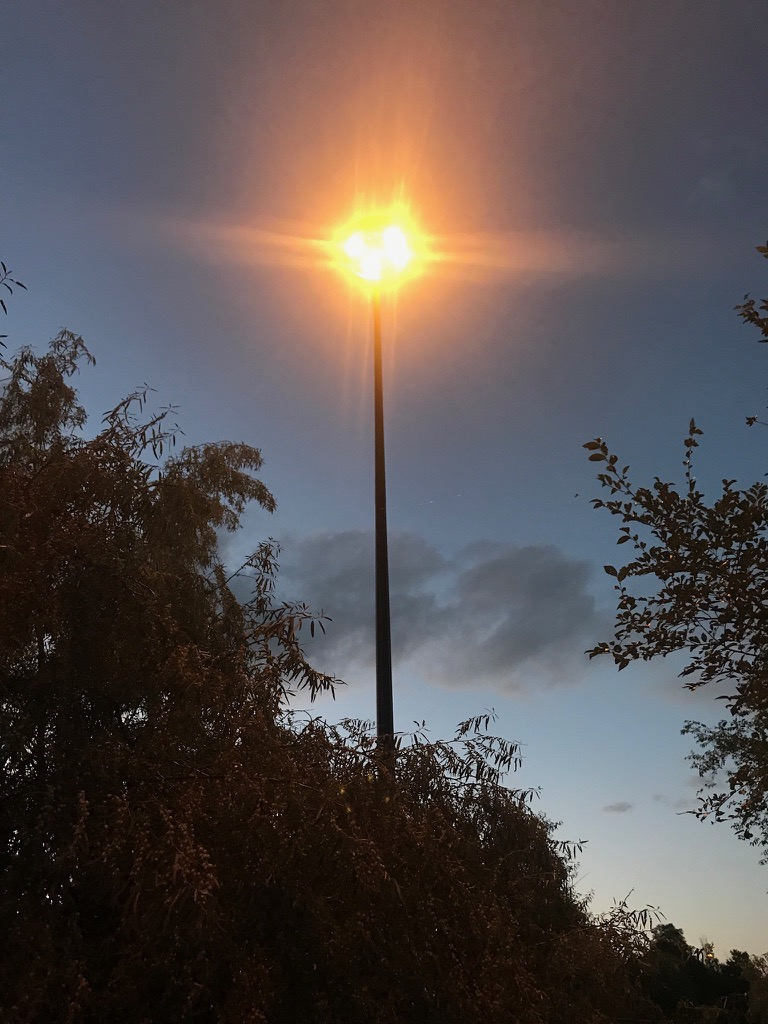
یک برج نوری در تورنتو

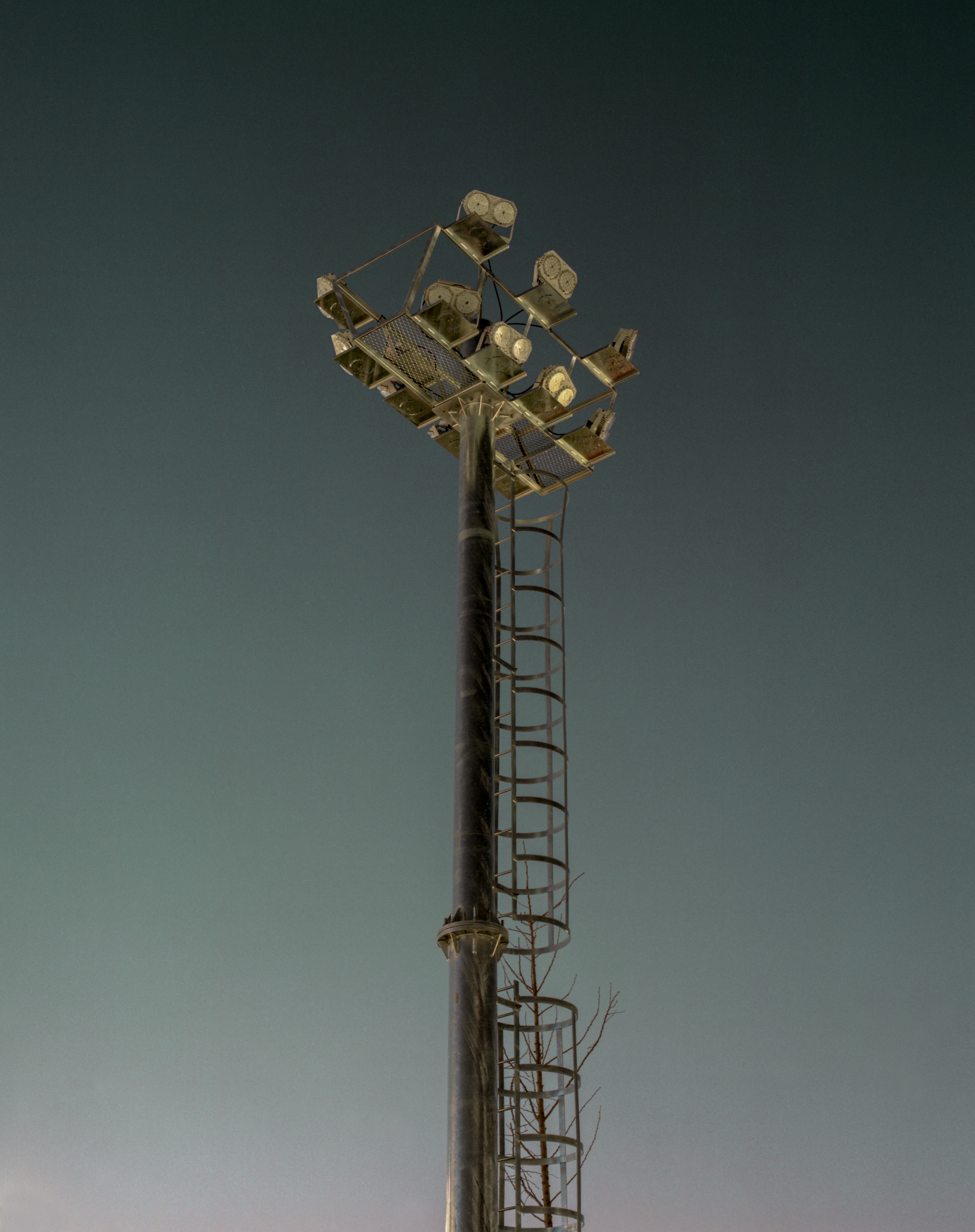
دکل برج نوری در استادیوم

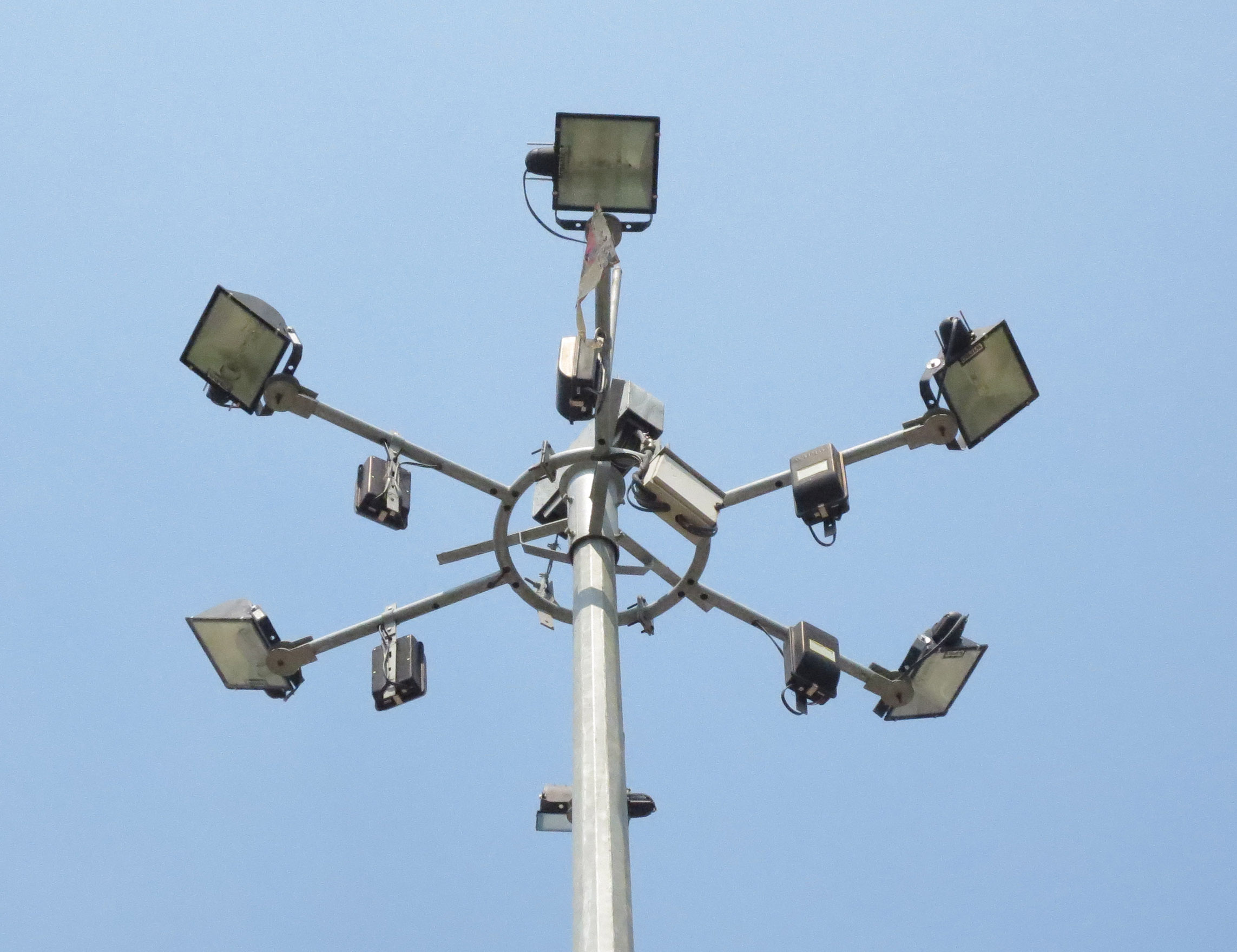
پیکربندی شش لامپ روی دکل

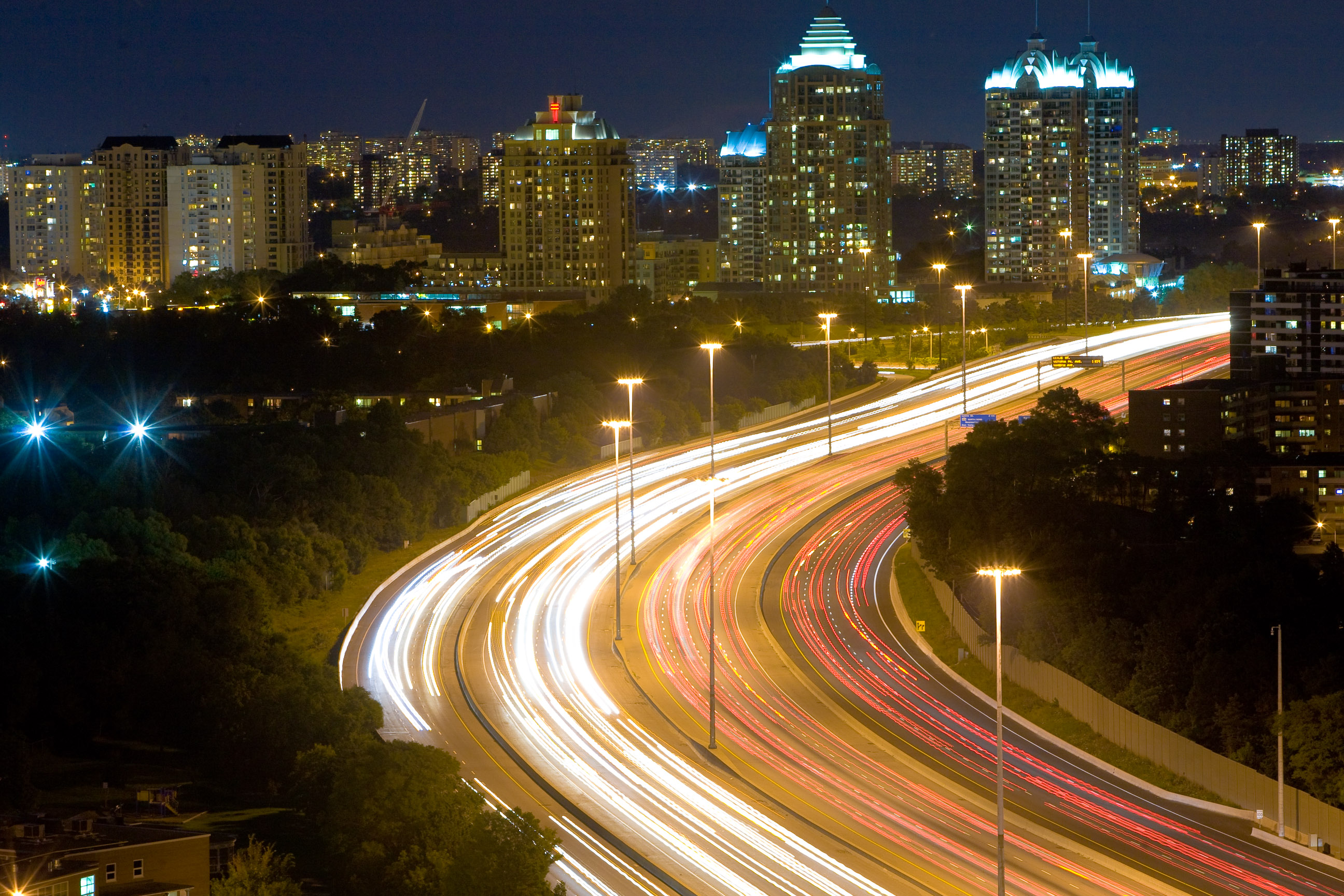
برج نوری استفاده شده در شب در بزرگراه انتاریو 401 استفاده می شود

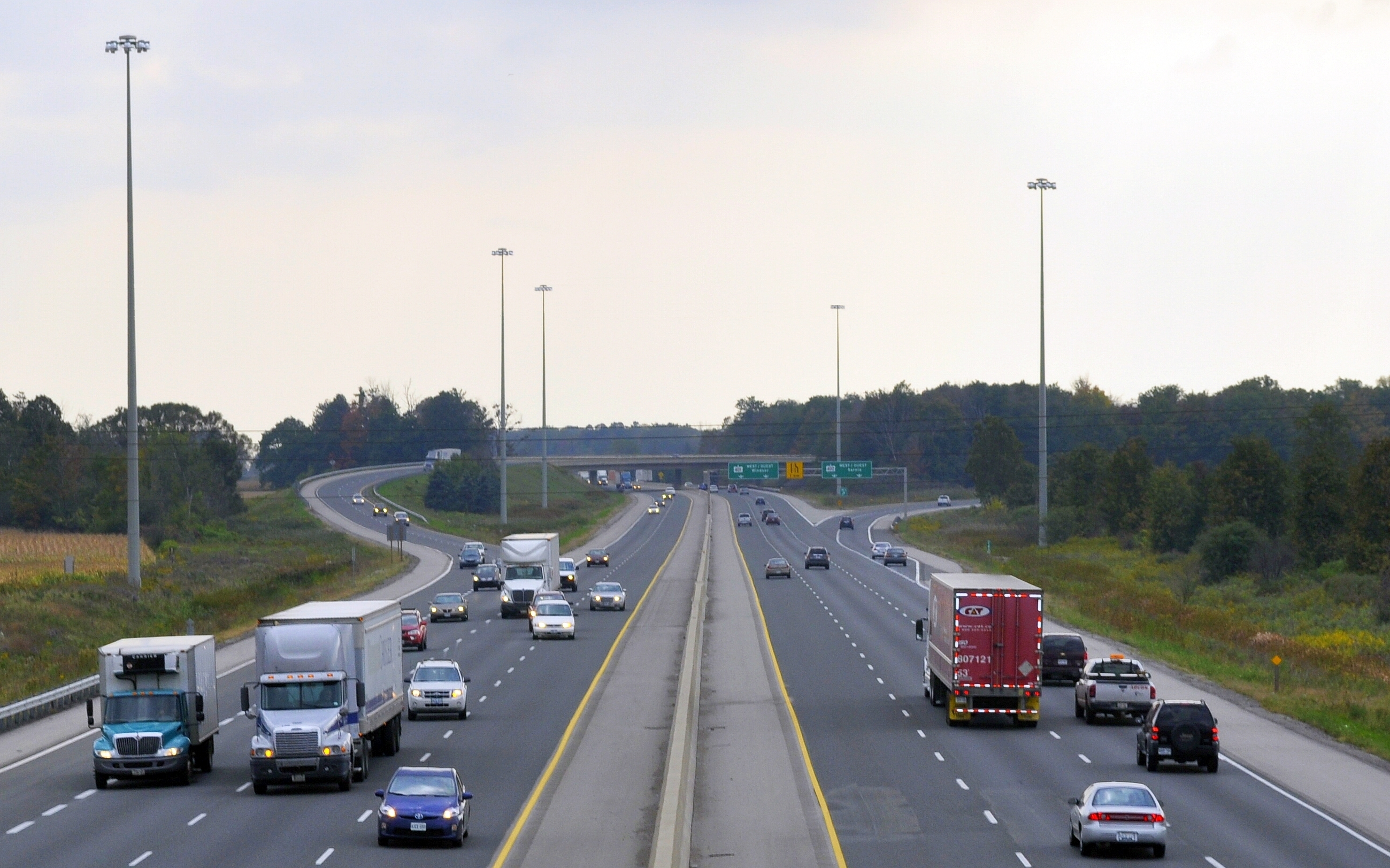
روشنایی با برج نوری که در بزرگراه انتاریو 401 در طول روز استفاده می شود

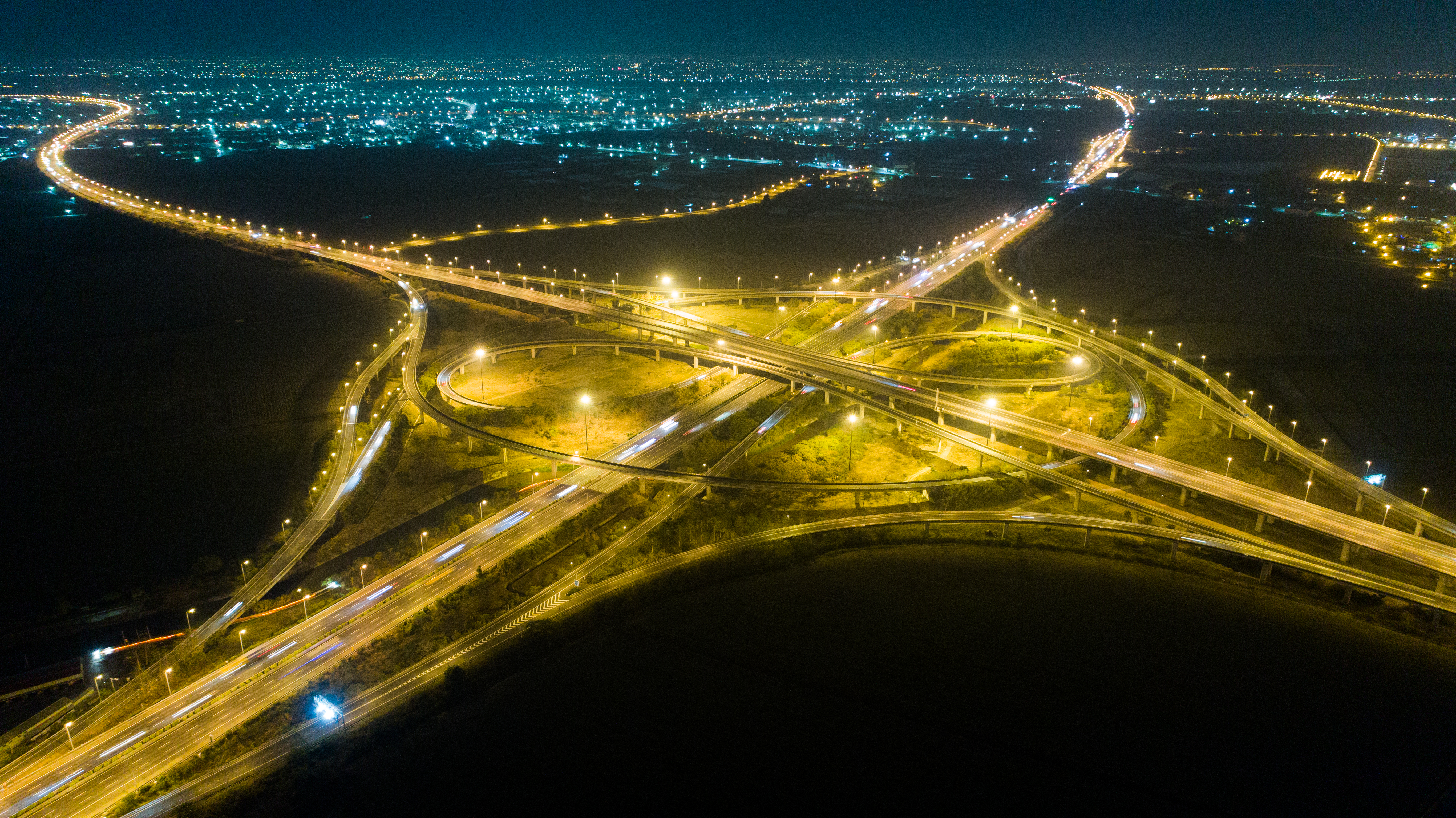
چراغ های برج نوری در کنار چراغ های جلو کوتاه تر در Tainan System Interchange در Sinshih District ، Tainan ، تایوان

برج روشنایی دکل(سازه) بلندی است که نور آن به قسمت بالای زمین متصل است و معمولاً برای روشن کردن بزرگراه یا میدان‌ها تفریحی استفاده می شود. این ماده در مکانهایی که به نورپردازی در یک منطقه بزرگ نیاز دارند استفاده می شود. دکلی که روشنایی روی آن سوار می شود به‌طور کلی حداقل ۳۰ متر (۹۸ فوت) بلند (در زیر این ارتفاع از آن به عنوان سیستم روشنایی معمولی یاد می شود)
قطعات بالایی برج روشنایی شامل بخش تاج (سبد یا هد) که پروژکتورها به روی آن قرار می گیرند است و پایین برج شامل بخش مکانیکی و الکترونیکی است. دیگر قطعات برج شامل تنه، کلاهک باران گیر، سیم بکسل و کابل فولادی، تابلو برق و همینطور بالابر دستی و یا برقی (در نوع برقی گیربکس و الکتروموتور نیز وجود دارد)، پروژکتور و همینطور چراغ آلارم است.
تعمیر و نگهداری این سیستم ها با پایین آوردن حلقه روشنایی از سر دکل به پایه با استفاده از یک وینچ و موتور به زمین یا در ارتفاعی قابل دسترسی توسط جمع کننده گیلاس و قرار گرفتن در مناطقی انجام می شود تا دسترسی راحت تر بدون ایجاد اختلال در ترافیک باشد.

## همچنین ببینید
- برج مهتابی
- برج نوری (تجهیزات)